# 吉沼 (つくば市)
吉沼（よしぬま）は、茨城県つくば市の地名。郵便番号は300-2617。
2020年4月現在の当地域の人口は2,237人である。つくば市西部に位置する市街地。
毎年夏に行われる吉沼祇園祭が有名で、祭り当日は市内外から多くの参加者が集まる。

## 地理
西部には、小貝川が流れている。
市街地化区域には、商店街や住宅地が形成されているが、周辺部は田畑など、自然豊かな土地が広がっている。

## 歴史

### 世帯数と人口
| 時点                 | 名称 | 世帯数 | 人口  | 出典  |
| -------------------- | ---- | ------ | ----- | ----- |
| 令和2年（2020年）4月 | 吉沼 | 826    | 2,237 | [ 1 ] |

## 小・中学校の学区
市立小・中学校に通う場合、学区は以下のとおりとなる。
| 小・中学校 | 義務教育学校                 |
| ---------- | ---------------------------- |
| 小学校     | 大穂学園つくば市立吉沼小学校 |
| 中学校     | 大穂学園つくば市立大穂中学校 |

## 交通

### コミュニティバス

#### つくバス
- 吉沼シャトル

## 施設・店舗等
- 大穂学園つくば市立吉沼小学校
- 吉沼交流センター
- 吉沼幼稚園
- 吉沼保育園
- 吉沼児童館
- つくば警察著 吉沼駐在所
- 吉沼郵便局
- 茨城県信用組合 吉沼支店
- 柴原医院
- よしぬま薬局
- 十一屋書店
- あづまや
- 浦里酒造店[2]
- 栗原食堂
- こめたに和菓子店
- 宝集屋菓子舗
- ミートショップいちむら
- つくばヤーコン[3]

## 史跡
- 浅間神社
- 稲荷神社
- 吉沼八幡神社
- 勝智山正福寺
- 観音堂
- 慈眼山金蔵院
- 大祥寺

## 関連
- 吉沼村